# جون بوفير
جون بوفير (بالإنجليزية: John Bouvier) هو محامي أمريكي، ولد في 1787 في Codognan ‏ في فرنسا، وتوفي في 1851 في فيلادلفيا في الولايات المتحدة.